# Villa Darwin
Villa Darwin ist eine Ortschaft in Uruguay.

## Geographie
Sie befindet sich im nordöstlichen Teil des Departamento Soriano in dessen Sektor 10. Sie liegt südlich des Río Negro, der hier die Grenze zum Nachbardepartamento Río Negro bildet sowie an den Ufern dessen linksseitigen Zuflusses Arroyo Perico Flaco und wiederum dessen Nebenflusses Arroyo Perico Chico. Nördlich ist der Cerro Perico Flaco gelegen. Nächste Ansiedlungen in der Umgebung sind Palmar in ostnordöstlicher Richtung und El Tala im Südosten. Das Gebiet südwestlich der Ortschaft trägt die Bezeichnung Cuchilla del Correntino in dem westlich von Villa Darwin der Cerro del Correntino vorzufinden ist.

## Einwohner
Villa Darwin hatte bei der Volkszählung im Jahre 2004 582 Einwohner.
| Jahr | Einwohner |
| ---- | --------- |
| 1963 | 445       |
| 1975 | 502       |
| 1985 | 513       |
| 1996 | 491       |
| 2004 | 582       |

Quelle: Instituto Nacional de Estadística de Uruguay